# Житновка
Житновка (укр. Житнівка) — село в Камень-Каширской городской общине Камень-Каширского района Волынской области Украины.
Население по переписи 2001 года составляет 482 человека. Почтовый индекс — 44562. Телефонный код — 3357. Занимает площадь 1,596 км².